# (16522) Tell
(16522) Tell ist ein Asteroid des Hauptgürtels, der am 15. Januar 1991 vom deutschen Astronomen Freimut Börngen an der Thüringer Landessternwarte Tautenburg (IAU-Code 033) im Tautenburger Wald in Thüringen entdeckt wurde.
Der Asteroid ist Mitglied der Ursula-Familie, einer Gruppe von Asteroiden, die nach (375) Ursula benannt ist.
Er wurde am 11. November 2000 nach dem Schweizer Freiheitskämpfer Wilhelm Tell benannt, der zu einer zentralen Identifikationsfigur verschiedener, sowohl konservativer als auch progressiver Kreise der Eidgenossenschaft wurde. Seit Ende des 19. Jahrhunderts gilt Tell als der Nationalheld der Schweiz.